# Francisco Pavón
Pour les articles homonymes, voir Pavon.
Francisco Pavón Barahona, né le 9 janvier 1980 à Madrid (Espagne), est un footballeur espagnol évoluant en tant que défenseur.

## Biographie
Formé au Real Madrid, Francisco Pavón a d'abord fait partie des équipes de jeunes puis de l'équipe réserve du club madrilène, avant d'effectuer ses débuts dans l'équipe première. Le 7 novembre 2000, il remplace Manuel Sanchís à la 85e minute du match de ligue des champions opposant le Real Madrid au Spartak Moscou. Ses vrais débuts ont lieu au début de la saison 2000-2001 à la suite des blessures des défenseurs titulaires Fernando Hierro, Aitor Karanka et Iván Campo, le 6 octobre 2001 il apparaît pour la première fois en Liga lorsqu'il remplace Raúl Bravo face à l'Atlético de Madrid au Stade Santiago Bernabéu. Pavón inscrit son premier but le 28 novembre face à Lanzarote en coupe d'Espagne, il participe à 28 matchs de championnat et 10 matchs de ligue des champions durant la saison 2001-2002. Le président du Real, Florentino Pérez, emploie l'expression « Zidanes y Pavones » pour résumer la politique du club, qui veut allier le recrutement des plus grandes stars mondiales et la formation de jeunes joueurs locaux.
À 23 ans, Pavón est appelé par le sélectionneur espagnol Iñaki Sáez en vue d'un rassemblement de l'équipe d'Espagne en août 2003 avec un autre débutant, Fernando Torres de l'Atlético de Madrid. Néanmoins, il ne participe pas aux rencontres suivantes face au Portugal et à l'Ukraine, et ne fait pas partie de la sélection espagnole à l'Euro 2004.
Après trois saisons sous le maillot du Real Saragosse, il s'engage en faveur de l'Athlétic Club Arles-Avignon.

## Statistiques détaillées
Les statistiques de Francisco Pavón sont les suivantes :
| Saison    | Club                 | Pays             | Championnat | Championnat | Coupes nationales | Coupes nationales | Coupes d'Europe | Coupes d'Europe | Sélection Espagne | Sélection Espagne |
| Saison    | Club                 | Pays             | Matchs      | Buts        | Matchs            | Buts              | Matchs          | Buts            | Matchs            | Buts              |
| --------- | -------------------- | ---------------- | ----------- | ----------- | ----------------- | ----------------- | --------------- | --------------- | ----------------- | ----------------- |
| 2000-2001 | Real Madrid Castilla | Segunda División | 0           | 0           | -                 | -                 | 1               | 0               | -                 | -                 |
| 2001-2002 | Real de Madrid       | Primera División | 28          | 0           | 7                 | 1                 | 10 (C1)         | 0               | -                 | -                 |
| 2002-2003 | Real de Madrid       | Primera División | 22          | 0           | 6                 | 0                 | 11 (C1)         | 0               | -                 | -                 |
| 2003-2004 | Real de Madrid       | Primera División | 29          | 1           | 4                 | 0                 | 6 (C1)          | 0               | -                 | -                 |
| 2004-2005 | Real de Madrid       | Primera División | 17          | 0           | 3                 | 0                 | 7 (C1)          | 1               | -                 | -                 |
| 2005-2006 | Real de Madrid       | Primera División | 10          | 0           | 1                 | 0                 | 3 (C1)          | 0               | -                 | -                 |
| 2006-2007 | Real de Madrid       | Primera División | -           | -           | 2                 | 0                 | -               | -               | -                 | -                 |
| 2007-2008 | Real Saragosse       | Primera División | 8           | 0           | 1                 | 0                 | 1 (C3)          | 0               | -                 | -                 |
| 2008-2009 | Real Saragosse       | Segunda División | 20          | 2           | 1                 | 0                 | -               | -               | -                 | -                 |
| 2009-2010 | Real Saragosse       | Primera División | 11          | 2           | 0                 | 0                 | -               | -               | -                 | -                 |
| 2010-2011 | AC Arles-Avignon     | Ligue 1          | 26          | 0           | 2                 | 0                 | -               | -               | -                 | -                 |

## Palmarès

### En clubs
- Vainqueur de la Coupe intercontinentale : 2002 (Real Madrid).
- Vainqueur de la Supercoupe d'Europe : 2002 (Real Madrid).
- Vainqueur de la Ligue des champions : 2002 (Real Madrid).
- Vainqueur de la Supercoupe d'Espagne de football : 2001 et 2003 (Real Madrid).
- Finaliste de la Coupe d'Espagne : 2002 (Real Madrid).
- Champion d'Espagne : 2001, 2003 et 2007 (Real Madrid).